# 大陵增十八
大陵增十八，即英仙座ω（ω Persei），是一颗位于英仙座的恒星，距离地球约305光年。
大陵增十八的光谱类型是K1 III 型，视星等为4.63。